# ワイケーエージェント
株式会社ワイケーエージェントは、日本の東京都渋谷区にある芸能事務所である。

## 沿革
モデルエージェンシーの草分けであるSOSモデルエージェンシーに所属していた池田英二が、1965年11月に設立した「株式会社セントラルファッション」が前身。その後「セントラル子供劇団株式会社」（1978年7月設立）、「セントラル子供タレント株式会社」（1984年7月設立）、「セントラル赤ちゃんタレント株式会社」（1987年11月設立）、「セントラルプロダクション株式会社」（1993年5月設立）を含めた5つの会社を東京都港区南青山に置き、「セントラルグループ」と称していた。
2014年になり「セントラル子供劇団株式会社」がウェブサイトからなくなり、翌年1月には「株式会社セントラルファッション」がセントラルグループの2社との関係を否定。それ以外は2015年3月「セントラル株式会社」に集約されて東京都渋谷区千駄ヶ谷へ移転。
2021年7月1日、「セントラル株式会社」から「株式会社ワイケーエージェント」へ社名を変更。

## 主な所属タレント
- 宇田恵菜
- 緒方ありさ
- 小越春花（元NGT48）
- 小田えりな（元AKB48）
- 片田陽依
- 川岸釈天
- 木村葉月
- 蔵本美結（元AKB48）
- 島村みやこ
- 清水麻璃亜（元AKB48）
- 芹澤りな
- 園田あいか（元カメトレ）
- 田野優花（元AKB48）
- 野口真緒

### あ行
- 赤峰優
- 池田二三弥
- 磯野弘明
- 伊森大祐
- 岩永ひひお
- えんどぅ
- 黄地祐樹
- 面川正雄

### か行
- 加部亜門
- 川崎広樹
- 川畑亮人
- 木下暖日
- 藏野純平
- 桑原辰旺
- 小坂正三

### さ行
- 坂本祐輔
- 桜田螢
- 佐東奏和
- 佐藤聖也
- 佐藤知恩
- 椎名凌久
- 下津優太　ー　クリエイター、業務連携。
- 杉山湧飛

### た行
- 武田航平
- 辻飛河
- つるぎや哲也

### な行
- Naoya
- 中嶋航佑
- 中山稔康
- 成瀬優和
- 西中ひさあき
- 野中誠仁

### は行
- 橋本萌花　―　業務提携
- 花岡まどか
- 馬場彩歌
- 原田悠希
- 平松來馬
- 平森友㮈
- 平湯樹里
- 福島蘭
- 別紙慶一　―　業務提携
- 星郁也

### ま行
- 正木航平
- 升水柚希
- 松口蓮太郎
- 三浦ゆうすけ
- 三島依
- 宮下怜奈
- 望月亮人
- 森田亜沙美

### や行
- 谷田部華帆
- 薮内大河
- 山崎将史
- 山下ナオ
- 山下幸輝 (俳優)
- 夕帆
- 吉開一生
- 吉村空我
- 米田惠亮

### わ行
- 渡辺慎一郎
- 渡辺裕之※故人

### スペシャリスト
- 真青ハヤテ

## キッズ・タレント

### あ行
- 相澤智咲
- 相澤裕貴
- 青木愛花
- 池田彪雅
- 生駒星汰
- 市村碧斗
- 海野あかり
- 大石稜久
- 大津悠人
- 大光桜愛
- 大光星愛
- 岡部柊也
- 岡部旦
- 岡部浬功
- 尾崎碧海

### か行
- 加藤桃奈
- 菊池天
- 城戸嗣守
- 城戸俊嶺
- 城戸華紗
- 城戸晴慶
- 小泉彩
- 小鷹狩八

### さ行
- 齊藤胡珀
- 澤田真悟

### た行
- 髙野景大
- 竹内悠夏
- 武田愛弓
- 武田直華
- 武田ひな子
- 田中乃愛
- 田中悠愛
- 丹彩夏
- 丹春乃

### な行
- 中川稜己
- 新野杏樹

### は行
- 塙惠多
- 樋口開飛
- 福入悠生
- 二川結菜
- 古澤龍祈
- 毒島結翔

### ま行
- 武良樹
- 村澤瑠依
- 森下アカリ

### や行
- 矢崎由紗
- 吉本凪沙

## 過去の主な所属タレント
女性
- 青木愛鈴
- 秋田きよ美
- 朝日梨帆[9]
- 新志穂[10]
- 有川結女[11]
- 有田気恵
- 飯野芹菜
- 碇由貴子
- 石井萌々果[12]
- 磯野光沙
- 井上結菜
- 今泉野乃香
- 遠藤由実
- 大島優子（元・AKB48）
- 大橋のぞみ
- 大庭愛未[13]
- 大原麻琴
- 奥田佳菜子
- 小俣絵里佳[14]
- 掛貝梨紗
- 片岡涼乃
- 川村海乃
- 菅野莉央
- 北澤鞠佳（現・赤マルダッシュ☆）
- 北村一葉
- 木村茜
- 空閑琴美[15]
- 久保結季[16]
- 幸田雛子[17]
- 近内里緒
- さいとうなり
- 斉藤光香[18]
- 佐々木麻緒[19]
- 志田未来
- 清水香里
- 小代優華
- 信太真妃
- 末永遥
- 須賀さくら
- 関沢美紘[20]（現：スマイルモンキー）
- 高橋萌衣
- 高山美図紀
- 田島穂奈美[21]
- 千葉里奈[22]
- 塚本まり子（元大人AKB48）
- 塚本璃子（後の成海璃子）
- 常住真菜
- 寉岡瑞希
- 寉岡萌希
- 中川薔子（読み：なかがわ しょうこ。後の中川翔子）
- 新見紗央[23]
- 長島暉実
- 中村世渚
- 野口真緒
- 長谷川愛美（後の長谷川真優）
- 畑芽育[24]
- 春名風花
- 柊瑠美
- 平井佳織
- 藤津摩衣
- 藤松祥子
- 向井地美音（現・AKB48）
- 松尾瑠璃
- 松田杏咲
- 松本梨菜
- 箕輪萌香[25]
- 宮崎京
- 八木優希[26]
- 八武崎碧（後の悠木碧）
- 山内菜々（後の日向ななみ）
- 山田夏海[27]
- 山田まりや
- 結城志保[28]
- YUKINO

男性
- 相川貴彦
- 荒井健太郎
- 荒木博斗
- 池田仁
- 石井蒼月[29]
- いしいすぐる
- 石崎直
- 五十嵐陽向
- 泉澤祐希
- 一ノ瀬聖崇
- 伊藤純平
- 今井悠貴
- 印部良
- 宇都秀星[30]
- 大高力也
- 小尾昌也
- 香川拓海[31]
- 金子雄[32]
- 神木隆之介
- 神谷涼太
- 川口翔平
- 小杉彩人
- 小堀陽貴
- 小室優太[33]
- 黒田博之
- 佐藤慶季
- 澁谷武尊
- 島田智之介[34]
- 下山葵
- 荘田優志
- 須賀健太
- 鈴木励和
- 髙橋郁哉（後の髙橋ふみや）
- 武田光兵
- 田中碧海
- 田邊季正（後の田辺季正）
- 田上尚樹[35]
- 団時朗
- 塚田光
- 照井宙斗
- 栩原楽人
- 富田樹央
- 長瀬優秀
- 中村柊芽[36]
- 土師野隆之介
- 塙翔平
- 比嘉武尊
- 久野秀隆
- 広田亮平
- 槇岡瞭介[37]
- 益田圭太
- 松川尚瑠輝
- 松田昂大
- 松本翼（現：7th Logic代表）
- 道端竜也
- 三俣凱
- 村山蒼也
- 山田健太
- 山田侑磨
- 矢村央希
- 横上拓哉
- 我妻泰熙
- 渡邊元敬